# Confederation Trough
Confederation Trough - мини-альбом Ричарда Дэвида Джеймса, выпущенный им 30 апреля 2007 года на собственном лейбле Rephlex Records под псевдонимом The Tuss,однако в авторах указан другой псевдонимом Ричарда - Брайан Трегаскин

## Трек лист
| №                   | Название            | Длительность |
| ------------------- | ------------------- | ------------ |
| 1.                  | «Fredugolon 6»      | 5:34         |
| 2.                  | «Alspacka»          | 4:56         |
| 3.                  | «GX1 Solo»          | 5:01         |
| Общая длительность: | Общая длительность: | 15:31        |

### Винил
| №                   | Название            | Длительность |
| ------------------- | ------------------- | ------------ |
| 1.                  | «Fredugolon 6»      | 5:34         |
| Общая длительность: | Общая длительность: | 5:34         |

| №                   | Название            | Длительность |
| ------------------- | ------------------- | ------------ |
| 2.                  | «Alspacka»          | 4:56         |
| 3.                  | «Akunk»             | 4:40         |
| Общая длительность: | Общая длительность: | 15:10        |